# زیادآباد (شمیرانات)
زیاد آباد که به آن اردوگاه شهید تهرانی نیز گفته می‌شود یکی از روستاهای دهستان لواسان کوچک بخش لواسانات در شهرستان شمیرانات استان تهران ایران است.

## جمعیت
جمعیت این روستا بر اساس سرشماری سال ۱۳۸۵ حدود ۲۰ نفر بوده است که همگی سربازان دوره خدمت ضرورت و افسران و درجه دارن نظامی هستند.